# Austin Croshere
Austin Croshere (ur. 1 maja 1975 w Los Angeles) – amerykański koszykarz, który przez większość kariery był zawodnikiem Indiany Pacers. Obecnie jest analizatorem i komentatorem meczów Pacers dla Fox Sports Indiana.
Croshere został wybrany w drafcie NBA 1997 roku przez z numerem 12 Indianę Pacers. Barw zespołu z Indianapolis bronił przez 9 sezonów, podczas których rozegrał łącznie 540 spotkań. W końcówce kariery był jeszcze zawodnikiem czterech zespołów, mianowicie Dallas Mavericks, Golden State Warriors, Milwaukee Bucks, San Antonio Spurs. Po sezonie 2008/09 oficjalnie zakończył karierę.